# Negri (Bacău)
Pour les articles homonymes, voir Negri.
Negri est une commune roumaine située dans le județ de Bacău.